# Kutchicetus
Kutchicetus minimus
Genre
Espèce
Kutchicetus est un genre fossile de la famille des Remingtonocetidae, dont les fossiles sont connus de la côte de l'ancien océan de Téthys et attribués à une espèce nommée Kutchicetus minimus. Cet animal est considéré comme une forme transitionnelle dans l'évolution des cétacés. Kutchicetus vivait durant l'Éocène.

## Galerie

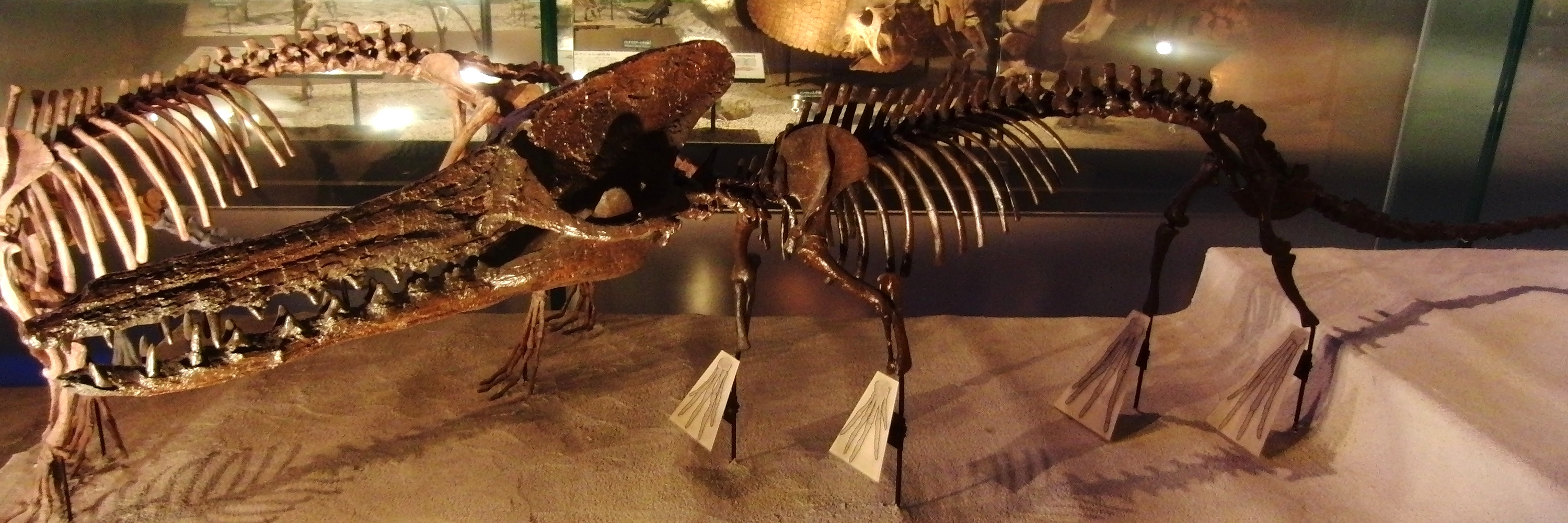
Squelette de Kutchicetus minimus.